# 北卡羅萊納動物園
北卡羅來納動物園是位於北卡羅來納州阿什伯勒的動物園，飼養著超過1,800隻動物。它是美國兩個國家支持的動物園之一（另一個是明尼蘇達動物園）。
北卡羅來納動物園是北卡羅來納自然和文化資源部的一部分，亦是世界上最大的自然棲息地動物園。
動物園位於羅利以西121公里、格林斯伯勒以南40公里和夏洛特東北121公里處。動物園一年開放363天（感恩節和聖誕節關閉），每年接待超過900,000名遊客。
除了提供與生活在自然環境中的野生動物的接觸外，北卡羅來納動物園還為家庭提供了各種娛樂和住宿方式。動物園亦提供了各種以自然為基礎的教育項目和營地。
北卡羅萊納動物園有着美國所有動物園中其中一群最大的黑猩猩群，也有着美國最大的阿拉斯加海鳥群。 該動物園也是美國僅有的幾個有獲得AZA（動物園和水族館協會）認證的動物園之一。
動物園亦擁有一對用於繁殖的北極熊，但截至2019年，這對夫婦尚未生育任何後代。

## 歷史
1967年，北卡羅來納州議會成立了北卡羅來納州動物園研究委員會，以審查州立動物園的可行性。 翌年，北卡羅來納州動物學會成立，目標是為動物園項目籌集資金和公眾支持。同年，立法機關成立了北卡羅來納州動物管理局來監督該項目。
北卡羅來納動物園的建設始於1974年，並於1976年8月13日正式開放。
動物園內的非洲動物區於1976年春季破土動工，最初的五個棲息地於1980年夏季開放。如今，它擁有眾多棲息地，包括黑猩猩、長頸鹿、大猩猩、斑馬和大象的棲息地等 。
1978年，第一個進入外太空的黑猩猩漢姆從華盛頓特區的國家動物園搬到了北卡羅來納動物園，並一直住至1983年（因心臟病去世）。
2022年8月19日，動物園正式開始動工建造亞洲動物區。這是動物園自1994年北美動物區開放以來的首次重大擴建。

## 組織
北卡羅來納動物園隸屬於北卡羅來納自然和文化資源部。 它的運營和發展由總督任命的15人動物園委員會監督，任期六年。
動物園的年度運營預算約為1800萬美元。它從北卡羅來納州獲得大約60%的收入，其餘部分來自北卡羅來納州動物學會的門票和商品銷售以及捐贈。